# Municipio de Union (condado de Jackson, Arkansas)
El municipio de Union (en inglés: Union Township) es un municipio ubicado en el condado de Jackson en el estado estadounidense de Arkansas. En el año 2010 tenía una población de 7518 habitantes y una densidad poblacional de 77,54 personas por km².

## Geografía
El municipio de Union se encuentra ubicado en las coordenadas 35°35′34″N 91°15′23″O / 35.59278, -91.25639. Según la Oficina del Censo de los Estados Unidos, el municipio tiene una superficie total de 96.96 km², de la cual 95.07 km² corresponden a tierra firme y (1.95%) 1.89 km² es agua.

## Demografía
Según el censo de 2010, había 7518 personas residiendo en el municipio de Union. La densidad de población era de 77,54 hab./km². De los 7518 habitantes, el municipio de Union estaba compuesto por el 67.29% blancos, el 28.88% eran afroamericanos, el 0.2% eran amerindios, el 0.6% eran asiáticos, el 0.2% eran isleños del Pacífico, el 1.04% eran de otras razas y el 1.8% pertenecían a dos o más razas. Del total de la población el 2.29% eran hispanos o latinos de cualquier raza.